# Melanolophia sadrina
Melanolophia sadrina là một loài bướm đêm trong họ Geometridae.